# خيسوس سانشيز (مبارز)
خيسوس سانشيز هو مبارز بالسيف مكسيكي، مثّل بلاده في الألعاب الأولمبية الصيفية 1932.

## روابط رياضية
خيسوس سانشيز على موقع أوليمبيديا (الإنجليزية)